# 室内音楽 (ヒンデミット)
室内音楽（ドイツ語: Kammermusik）は、パウル・ヒンデミットが1920年代に作曲した室内管弦楽のための連作である。第1番以外は独奏楽器を置いた協奏曲の形で書かれている。当時のヒンデミットの特徴である、対位法への興味や堅固な構造といった「即物的」な志向が表れており、「20世紀におけるブランデンブルグ協奏曲」と評されることもある。

## 室内音楽第1番
12の独奏楽器からなる室内管弦楽のための作品。1921年作曲。作品24の1。

### 初演（第1番）
1922年7月にバーデンバーデンのドナウエッシンゲン音楽祭にて、ヘルマン・シェルヘンの指揮で行われた。

### 編成（第1番）
- 木管楽器
フルート（ピッコロ持ち替え）、クラリネット、ファゴット
- 金管楽器
トランペット
- 打楽器(一人の奏者が担当する)
シロフォン、スネアドラム、ウッドブロック、サスペンデッドシンバル、タンバリン、トライアングル、砂の入ったブリキ缶、サイレン、グロッケンシュピール
- 鍵盤楽器
ハーモニウム、ピアノ
- 弦楽器
ヴァイオリン2、ヴィオラ、チェロ、コントラバス

### 構成（第1番）
4楽章からなる。演奏時間は約15分。
- 第1楽章 Sehr schnell und wild
- 第2楽章 Mäßig schnelle Halbe: Sehr streng im Rhythmus
- 第3楽章 Quartett: Sehr langsam und mit Ausdruck
- 第4楽章 Finale: 1921: Lebhaft

## 室内音楽第2番
オブリガートピアノのための作品。1924年作曲。作品36の1。

### 編成（第2番）
- 独奏ピアノ
- 木管楽器
フルート（ピッコロ持ち替え）、オーボエ、クラリネット、バスクラリネット（任意）、ファゴット
- 金管楽器
ホルン、トランペット、トロンボーン
- 弦楽器
ヴァイオリン、ヴィオラ、チェロ、コントラバス

### 構成（第2番）
4楽章からなる。演奏時間は約20分。
- 第1楽章 Sehr lebhafte Achtel
- 第2楽章 Sehr langsame Achtel
- 第3楽章 Kleines Potpourri: Sehr lebhafte Viertel
- 第4楽章 Finale: Schnelle Viertel

## 室内音楽第3番
オブリガートチェロのための作品。1925年作曲。作品36の2。

### 編成（第3番）
- 木管楽器
フルート（ピッコロ持ち替え）、オーボエ、クラリネット、ファゴット
- 金管楽器
ホルン、トランペット、トロンボーン
- 独奏チェロ
- 弦楽器
ヴァイオリン、チェロ、コントラバス

### 構成（第3番）
4楽章からなる。演奏時間は約18分。
- 第1楽章 Majestätisch und stark. Mäßig schnelle Achtel
- 第2楽章 Lebhaft und lustig
- 第3楽章 Sehr ruhige und gemessen schreitende Viertel
- 第4楽章 Mäßig bewegte Halbe. Munter, aber immer gemächlich

## 室内音楽第4番
ヴァイオリンのための作品。1925年作曲。作品36の3。パガニーニの作品からの引用がある。

### 編成（第4番）
- 木管楽器
ピッコロ2、小クラリネット、クラリネット、バスクラリネット、ファゴット2、コントラファゴット
- 金管楽器
コルネット、トロンボーン、バスチューバ
- 独奏ヴァイオリン
- 弦楽器
ヴィオラ4、チェロ4、コントラバス4
- 打楽器
太鼓4

### 構成（第4番）
5楽章からなる。演奏時間は約21分。
- 第1楽章 Signal: Breite, majestätische Halbe
- 第2楽章 Sehr lebhaft
- 第3楽章 Nachtstück: Mäßig schnelle Achtel
- 第4楽章 Lebhafte Viertel
- 第5楽章 So Schnell wie möglich

## 室内音楽第5番
ヴィオラのための作品。1927年作曲。作品36の4。

### 初演（第5番）
1927年11月3日にヒンデミットの独奏、オットー・クレンペラー指揮のシュターツカペレ・ベルリンによって行われた。

### 編成（第5番）
- 木管楽器
フルート（ピッコロ持ち替え）、オーボエ、小クラリネット、クラリネット、バスクラリネット、ファゴット2、コントラファゴット
- 金管楽器
ホルン、トランペット2、トロンボーン2、バスチューバ
- 独奏ヴィオラ
- 弦楽器
チェロ4、コントラバス4

### 構成（第5番）
4楽章からなる。演奏時間は約17分。
- 第1楽章 Schnelle Hallbe
- 第2楽章 Langsam
- 第3楽章 Mäßig Schnell
- 第4楽章 Variante eines Militärmarsches

## 室内音楽第6番
ヴィオラダモーレのための作品。1927年に作曲され、1929年に改訂が行われた。作品46の1。

### 編成（第6番）
- 木管楽器
フルート、オーボエ、クラリネット、バスクラリネット、ファゴット
- 金管楽器
ホルン、トランペット、トロンボーン
- ヴィオラダモーレ
- 弦楽器
チェロ3、コントラバス2

### 構成（第6番）
4楽章からなる。各楽章は間をおかずに演奏される。演奏時間は約17分。
- 第1楽章 Mäßig schnell, majestätisch
- 第2楽章 Langsam
- 第3楽章 Variationen. Mäßig schnell beweget
- 第4楽章 Lebhaft, wie früher

## 室内音楽第7番
オルガンのための作品。1928年作曲。作品46の2。

### 編成（第7番）
- オルガン
- 木管楽器
ピッコロ、フルート、オーボエ、クラリネット、バスクラリネット、ファゴット2、コントラファゴット
- 金管楽器
ホルン、トランペット、トロンボーン
- 弦楽器
チェロ、コントラバス

### 構成（第7番）
3楽章からなる。演奏時間は約17分。
- 第1楽章 Nicht zu schnell
- 第2楽章 Sehr langsam und ganz ruhing
- 第3楽章 [Achtel bis 184]